# Eşrefoğlu-Moschee

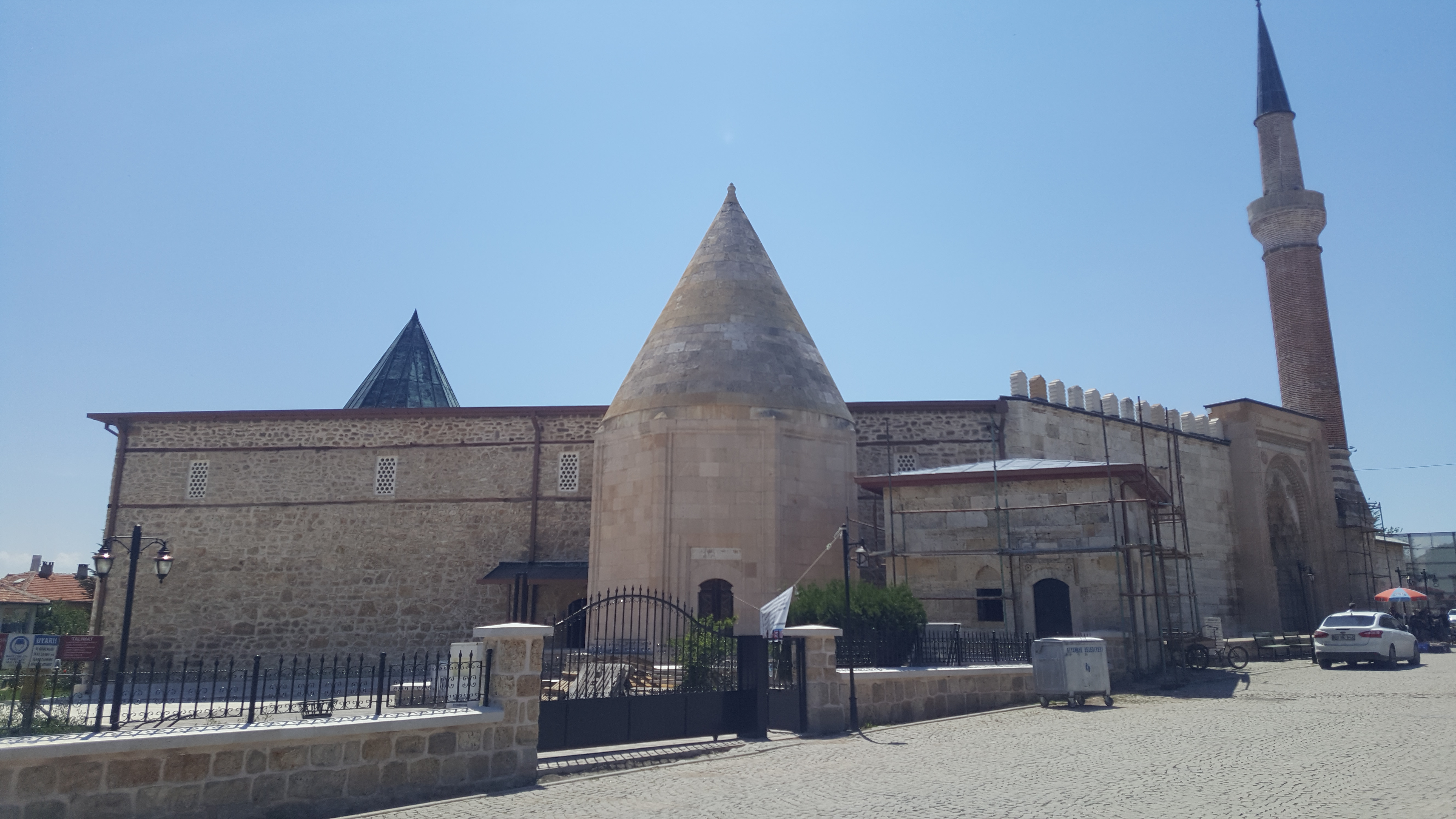
Eşrefoğlu-Moschee

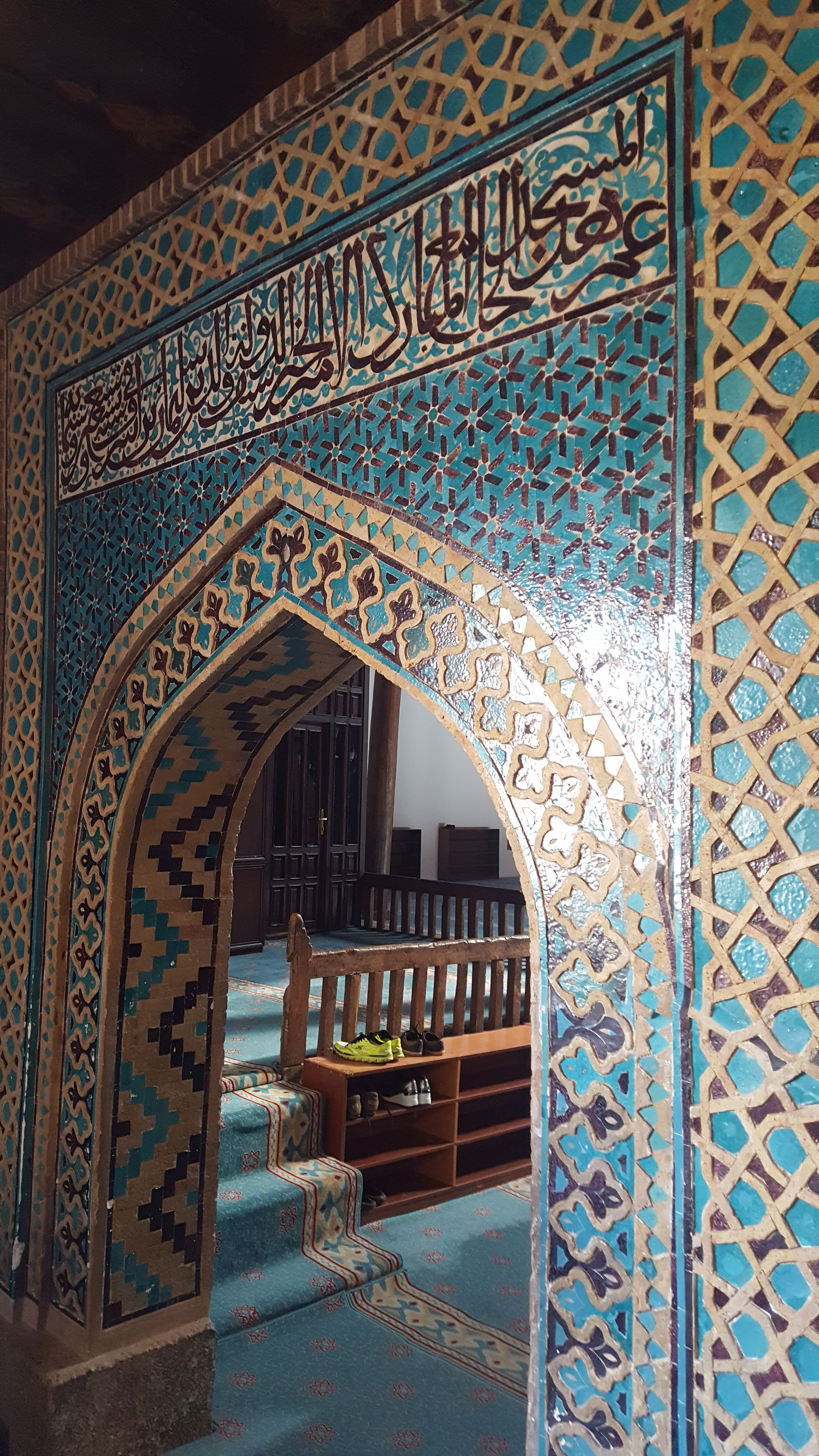
Fayencedekor der Vorhalle

Die Eşrefoğlu-Moschee (türkisch Eşrefoğlu Süleyman Bey Camii) ist eine Moschee in der Stadt Beyşehir, Provinz Konya, Türkei. Sie liegt direkt am Nordufer des Beyşehir Gölü. Sie stellt eine der wenigen noch erhaltenen „Holzmoscheen“ der seldschukischen Architektur dar, islamische Sakralbauten mit hölzernen Säulenhallen und Holzdächern. Errichtet wurde sie zwischen 1296 und 1299 von Seyfeddin Süleyman Bey, einem der Beys der Eşrefoğulları-Dynastie (ca. 1280–1326). Diese beherrschte eines der nach dem Ende des Sultanats der Rum-Seldschuken entstandenen anatolischen Beyliks.
Gemeinsam mit vier weiteren Moscheen gehört die Eşrefoğlu-Moschee aufgrund ihrer Holzbauweise seit 2023 zum UNESCO-Weltkulturerbe.

## Baubeschreibung

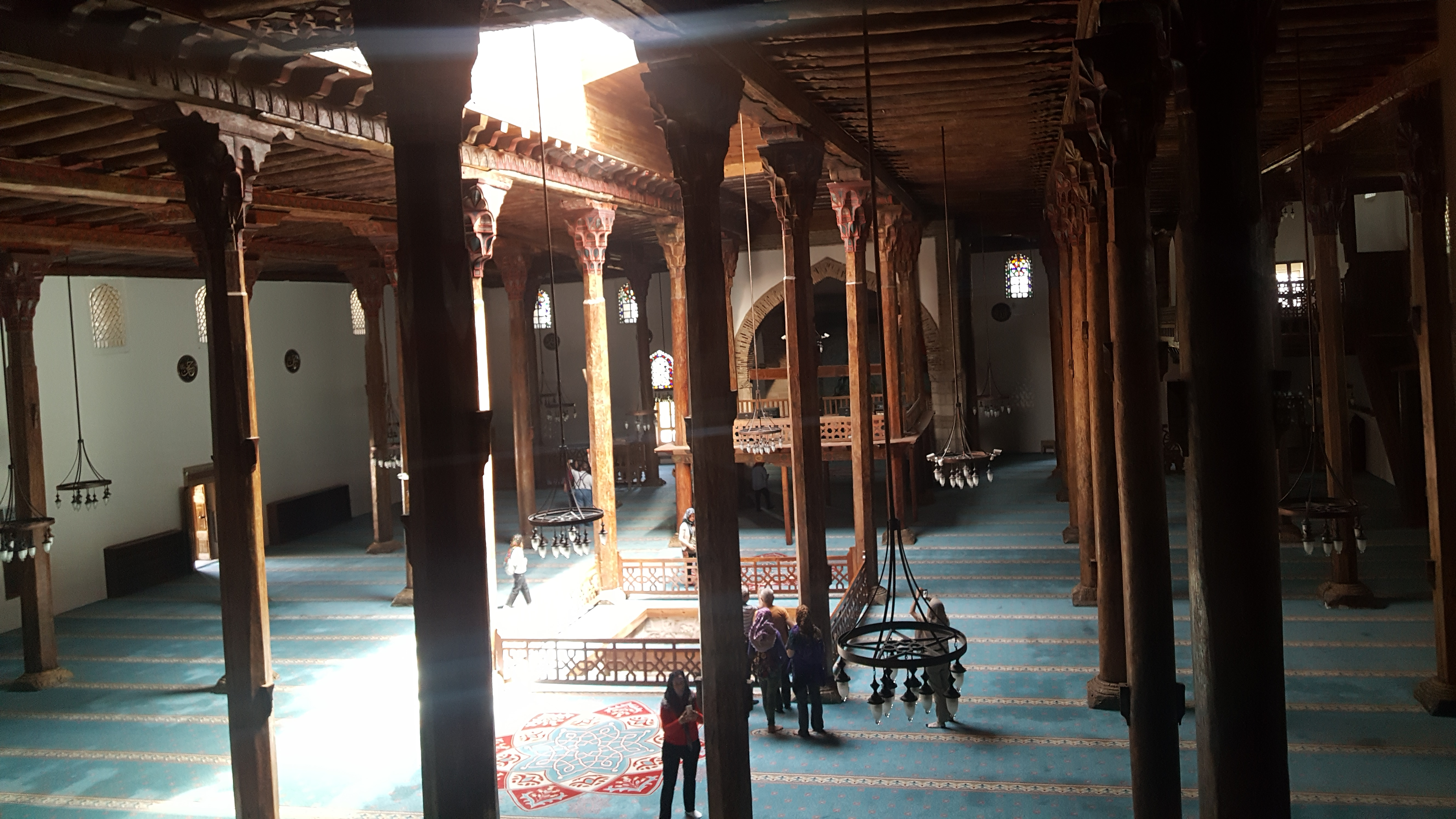
Gebetsraum

Das Bauwerk im Stadtzentrum Beyşehirs wendet der Straße im oberen Viertel von Fenstern durchbrochene Außenmauern zu. Das Dach ist flach eingedeckt. Das herausragende kegelförmige Dach der Mihrabkuppel ist heute mit Bleiplatten gedeckt, das ebenfalls kegelförmige Dach des angrenzenden Grabmals ist aus Stein gemauert. Der rechteckige, 34 × 22 m messende Grundriss der Halle ist an der Nordostecke diagonal abgeschnitten und bildet so eine fünfte, schräg zum übrigen Grundriss verlaufende Fassadenwand; dort befindet sich der Eingang. Links von diesem ist ein Wandbrunnen in die Fassade eingelassen, an der nordwestlichen Ecke des Baus ragt das Minarett auf.
Aus einer monumentalen Vorhalle, 1297–99 erbaut, deren Inneres vollständig mit farbigen Fayencekacheln ausgekleidet ist, gelangt man in die Säulenhalle des Gebetsraums, und sieht durch das weiter und höher erbaute Mittelschiff der von 48 hölzernen Säulen mit aus Holz geschnitzten Muqarnas- („Tropfstein-“) Kapitellen gegliederten Halle auf die Mihrab-Nische. Die Holzsäulen teilen die Gebetshalle in sieben in Richtung auf die Qibla-Wand verlaufende Schiffe zu je neun Jochen. Zwei heute verglaste Lichtschächte in der Holzbalken-Decke, im fünften und siebten Joch des Mittelschiffs, lassen zusätzlich zu den hoch gelegenen Fenstern Licht ein. Im siebten Joch des Mittelschiffs befindet sich eine mit Holzgittern eingegrenzte erhöhte Gebetsplattform (dikka).
Die reich mit Fayencekacheln verkleidete Mihrabnische besitzt einen hohen Muqarnas-Nischenbogen. Sein geometrisches Mosaik aus türkis, dunkelblau und weiß glasierten Kacheln besteht aus einem komplizierten Flechtbandornament, in das unterhalb der Muqarnasnische große 24-strahlige Sterne eingezeichnet sind. Unmittelbar rechts der Mihrabnische steht ein fein geschnitzter Minbar. Eine monumentale Inschrift in Quadratkufi gibt die Namen Allah, Mohammed, Abū Bakr und ʿAlī wieder und bekräftigt so den sunnitischen Glauben des Erbauers. Im Boden des fünften Jochs des Mittelschiffs liegt ein mit gröberen Bruchsteinen ausgemauertes tiefes Becken, das mit Wasser oder Eis gefüllt werden konnte.
Die kegelförmige Mihrabkuppel aus Stein und Ziegeln, datiert 1301, ist innen mit türkis- und schwarzglasierten Kacheln ausgekleidet. Sie ruht unabhängig von der übrigen Konstruktion auf eigenen, von zwei steinernen Pfeilern und der südlichen Außenwand getragenen, aus flachen Backsteinziegeln aufgemauerten Spitzbögen. Der Übergang zum Kuppelrund besteht ebenfalls aus Ziegelmauerwerk.
Außerhalb der Gebetshalle, mit einem repräsentativen Eingangsportal in einer Außenwand und einem Durchgang zur Gebetshalle versehen, steht das Mausoleum des Süleyman Bey, eine achteckige Türbe mit einem kegelförmigen, aus Stein gemauerten Dach. Die innere Kuppelschale der Türbe ist mit einem geometrischen Muster aus zwölfstrahligen Sternen dekoriert, sowie mit Spiralornamenten, Palmetten und Arabesken (türkisch rūmī). Die Kuppeltrommel umläuft eine kalligrafische Inschrift in nicht lesbarer Pseudo-Kufischrift.

## Kulturgeschichtliche Bedeutung
Architekturgeschichtlich ist die Moschee in die Spätzeit der klassischen seldschukischen Architektur einzuordnen und stellt nach Aslanapa „ein harmonisches Ganzes innerhalb des späten und am reifsten entwickelten Stils der seldschukischen Kunst“ dar. Die Fayencemosaiken im Inneren der Vorhalle und in der Mihrabnische und -kuppel gehören zu den schönsten Beispielen der seldschukischen Gestaltungsweise islamischer Keramik. 1925 wurden mehrere Fragmente geknüpfter Teppiche aus seldschukischer Zeit in den Lagerräumen der Moschee aufgefunden, die zu den ältesten bekannten anatolischen Knüpfteppichen zählen.